# Souk El Berka

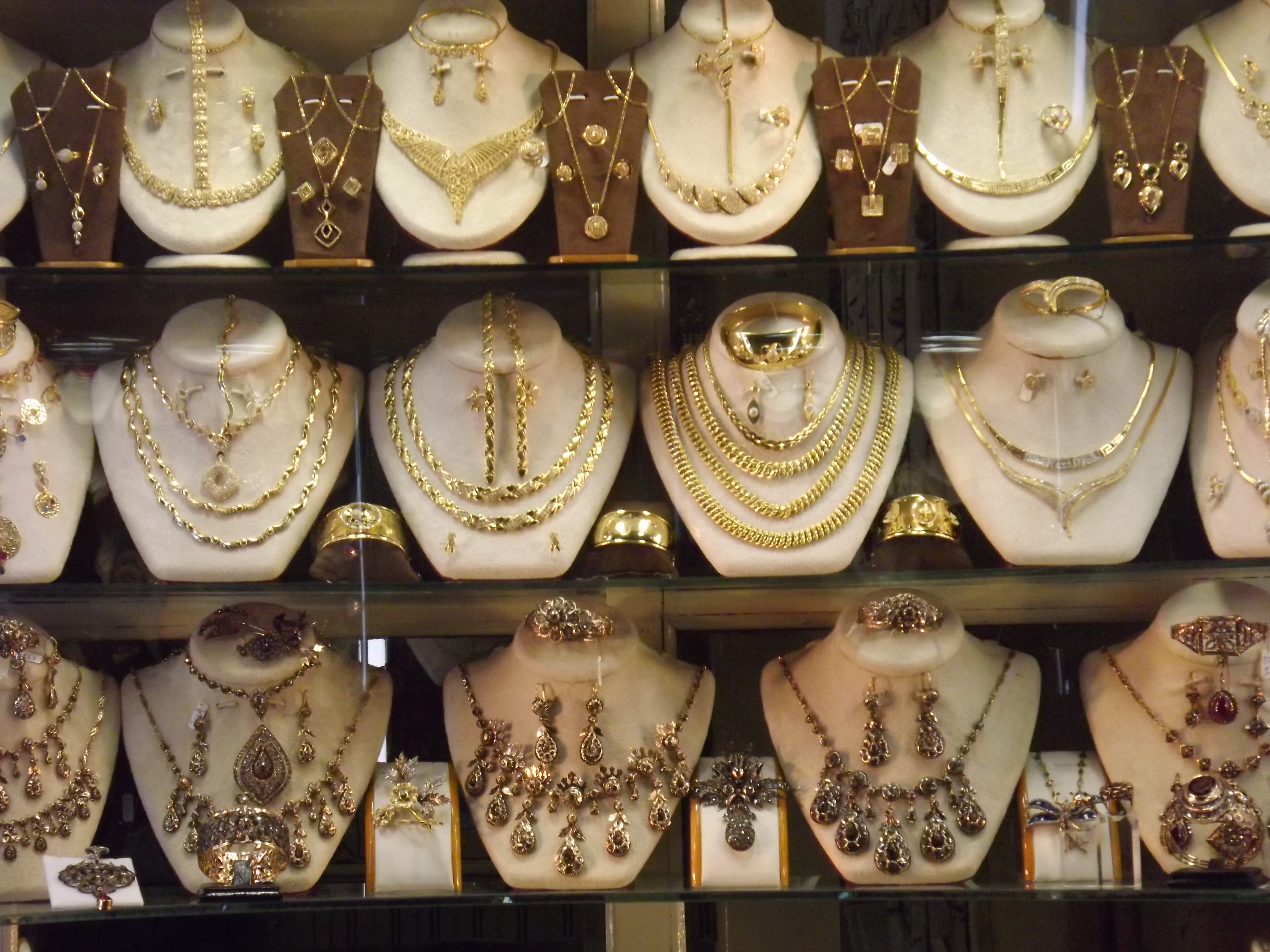
Bijoux dans une boutique du souk El Berka.

Le souk El Berka (arabe : سوق البركة) est l'un des souks de la médina de Tunis. Il est spécialisé dans la vente et l'achat des bijoux.

## Histoire

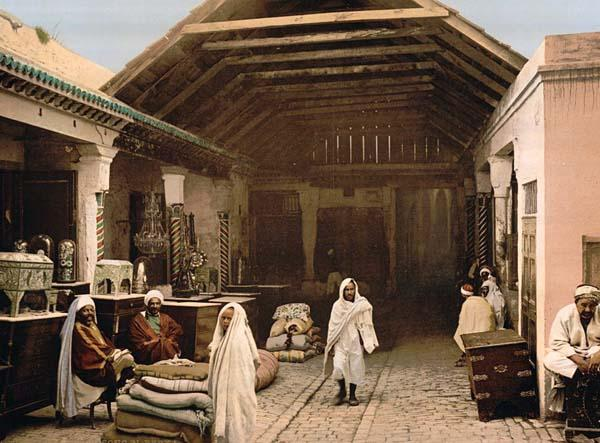
Souk El Berka en 1899.

Construit par Youssef Dey en 1612, il est destiné à la vente des esclaves venus d'Afrique subsaharienne. Les esclaves d'origine européenne, considérés comme plus rares et plus précieux, n'étaient pas vendus dans le souk mais dans des endroits plus retirés car la vente ne concernait que de riches acheteurs potentiels.
Ce souk se transforme en souk des bijoutiers après l'abolition de l'esclavage en Tunisie décrétée par Ahmed Ier Bey en 1846.

## Localisation

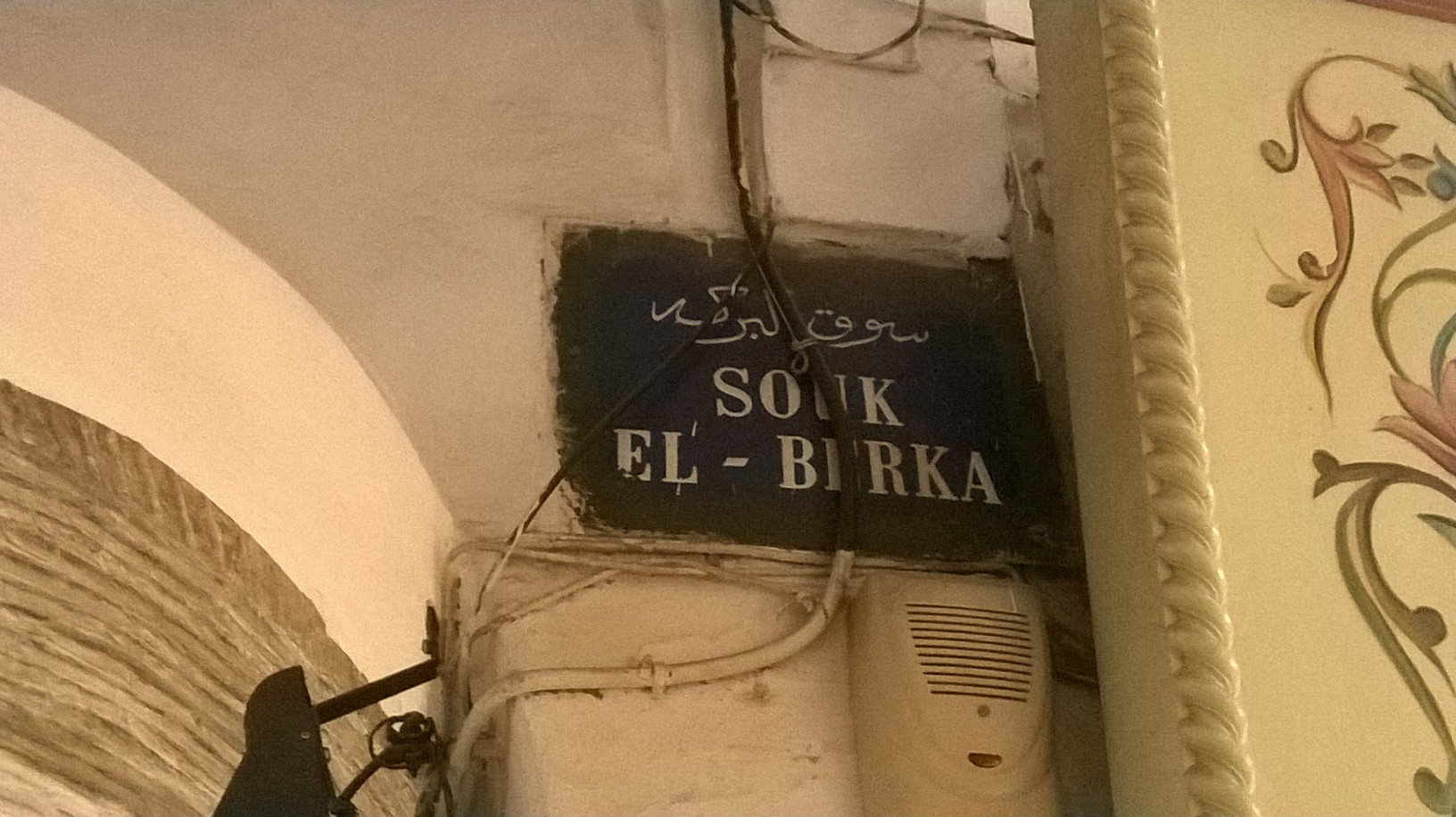
Plaque métallique indiquant le souk El Berka.

Il est situé à proximité de la kasbah, où se trouve le siège du chef du gouvernement, le Dar El Bey, ainsi que d'autres souks tels que le souk El Bey, le souk Ech-Chaouachine et le souk El Leffa. Il est perpendiculaire au souk El Trouk.

## Architecture
Situé au carrefour de quatre rues, le souk prend une forme carrée se divise en trois allées séparées par deux rangées de colonnes. Autrefois, une estrade en bois au centre était le lieu où les esclaves étaient présentés (d'où le nom de berka) et attendaient le dénouement de la vente. Le lieu était couvert par une coupole centrale et plusieurs voûtes latérales.

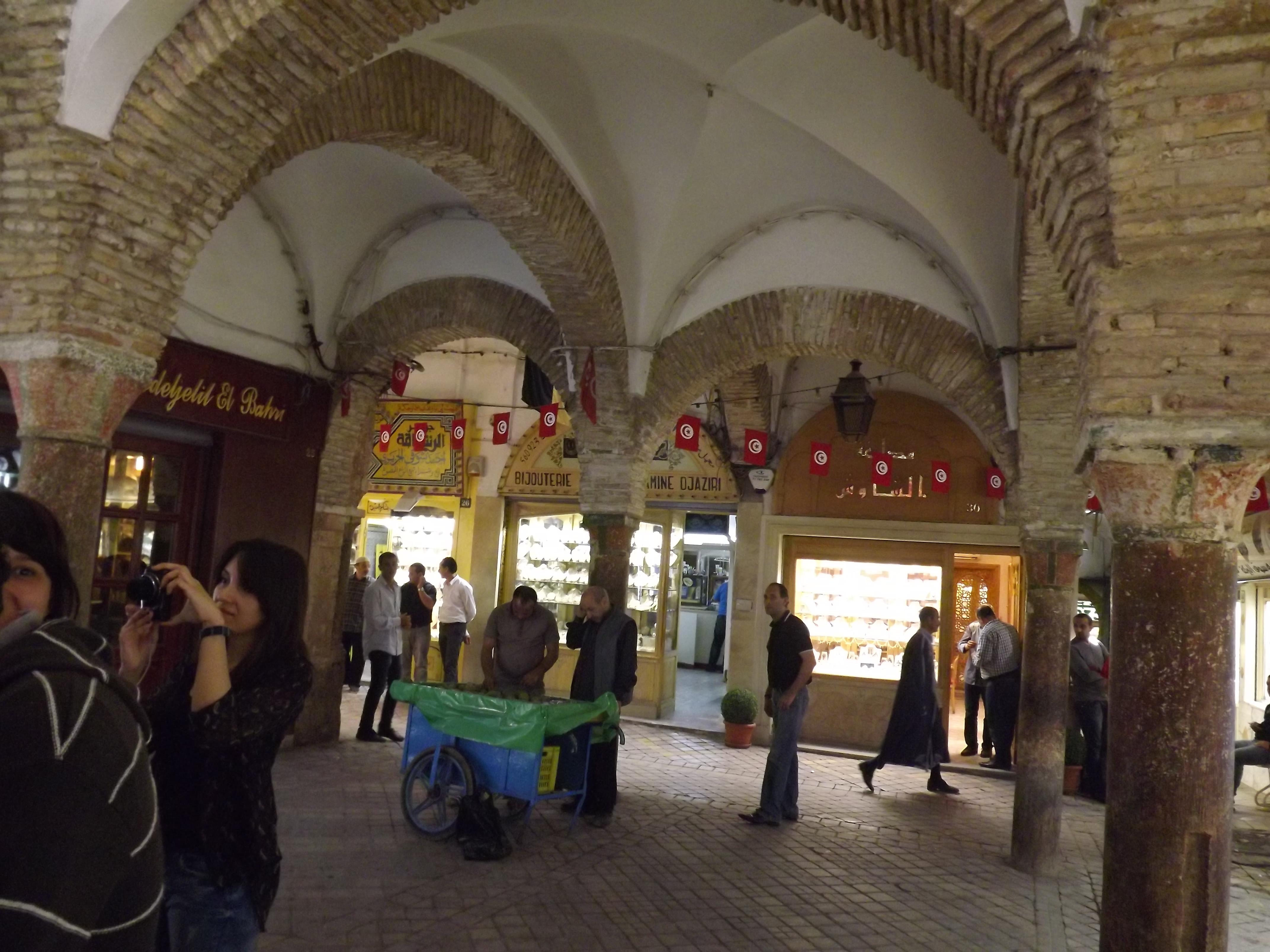
Vue générale du souk.
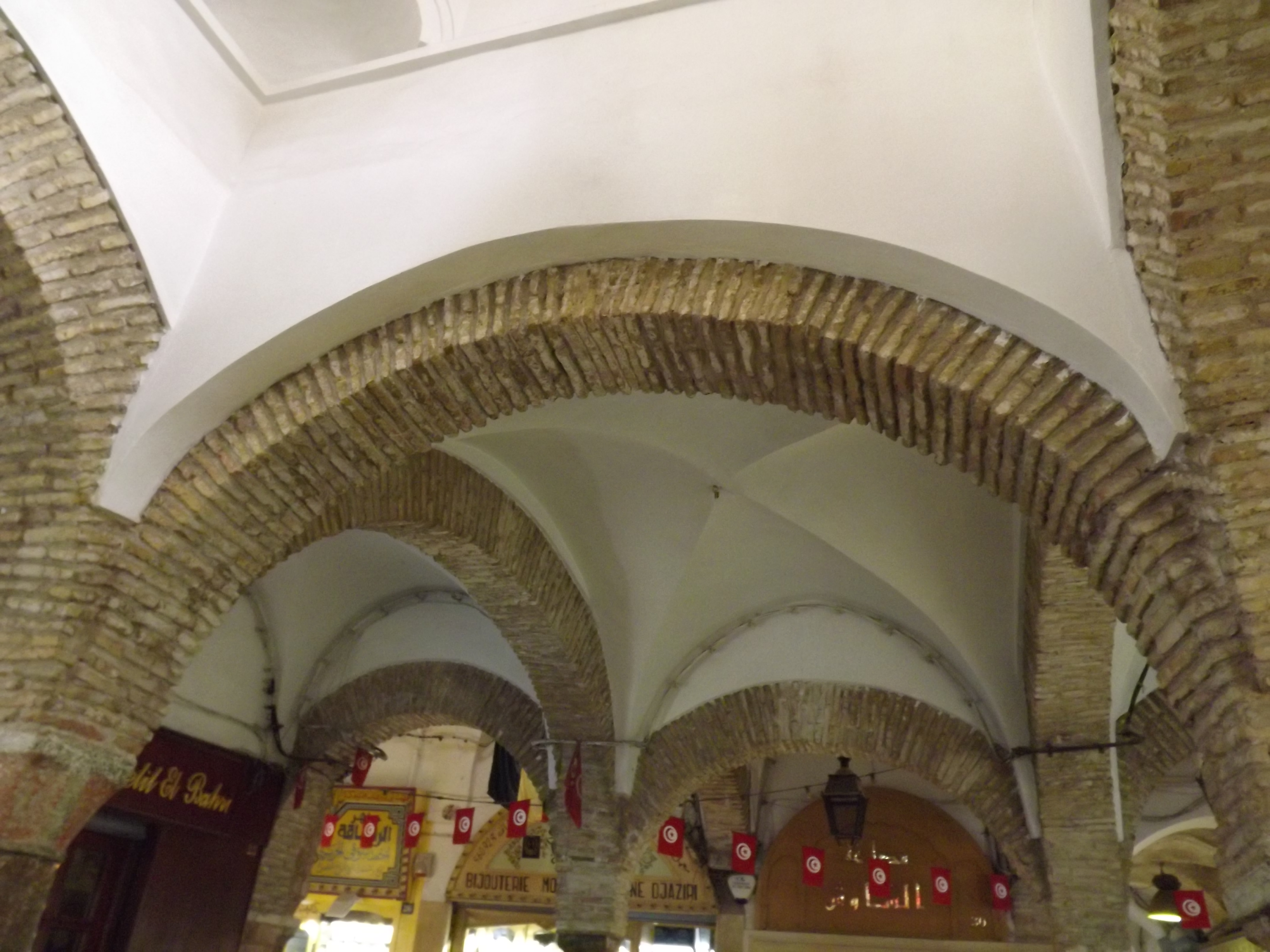
Détail des arcades.
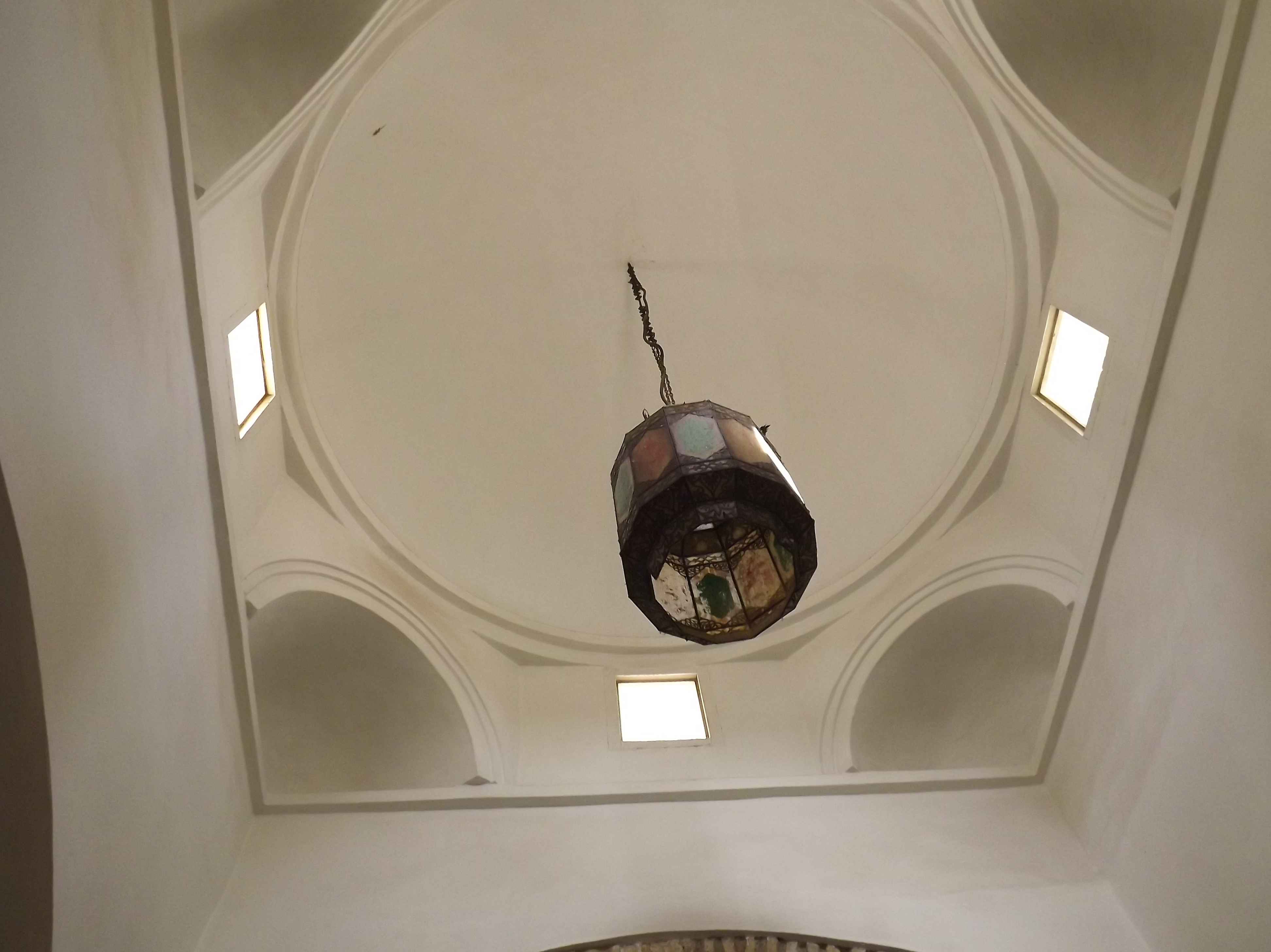
Dôme au-dessus du souk.